# Csuka Zoltán
Csuka Zoltán (Zichyfalva, 1901. szeptember 22. – Érd, 1984. március 23.) vajdasági magyar költő, szerkesztő, műfordító, irodalomtörténész.

## Életpályája
1906-tól Szabadkán élt, ide járt gimnáziumba, majd 1915-ben került családjával Pécsre. Itt érettségizett le. Pécsett indult írói, szerkesztői pályája: 1919-ben a Diák, 1920-ban a Krónika című lapot szerkesztette. 1921-ben visszatért Újvidékre, és 12 évig itt is maradt (1933-ig). 1933-ban Érdligetre költözött, ahol folytatta írói tevékenységét. Megindította a Láthatár című folyóiratot 1933-ban, ő szerkesztette megszűnéséig, 1944 őszéig. 1945-től szerb, horvát, szlovén regényeket fordított. Még ebben az évben az Új Dunántúl felelős szerkesztője lett. 1946-tól a Magyar-Jugoszláv Társaság ügyvezető titkára. 1950-ben koholt vádak alapján 15 évre ítélték, de 1955-ben rehabilitálták.

## Munkássága
1922-ben indította el az első jugoszláviai-magyar irodalmi lapot, Út címmel, de később fontos szerepe volt a Vajdasági Írás (1928-1929), a Reggeli Újság, a Kalangya (1933) lapok megjelenésében is. Irodalomszervező tevékenységének fontos állomása a Kéve (1928) című első vajdasági magyar költői antológia szerkesztése. Költészetének első korszakát az expresszionizmus jellemzi, ezzel hagyományt teremtett a vajdasági magyar lírában. Az 1930-as évek közepétől formakincse hagyományos lett.

## Művei
- Fundámentom. Versek; Faust, Novisad, 1924
- Esztendők ütőerén. Csuka Zoltán versei; Revü, Novisad, 1927
- Mindent legyűrő fiatalság (versek, 1931)
- Tűzharang (versek, 1933)
- Életív. Csuka Zoltán válogatott versei. 1925–1935; bev. Juhász Géza; Ady-Társaság, Debrecen, 1936
- Sötét idők árnyékában (versek, 1939)
- A visszatért Délvidék; szerk. Csuka Zoltán; Halász, Bp., 1941
- Buzgó kiáltás (válogatott versek, 1957)
- Piros pünkösd Pécsett. Elbeszélő költemény; bev. Hajdu Gyula; Táncsics, Bp., 1959
- A jugoszláv népek irodalmának története; Gondolat, Bp., 1963
- Előretolt állásban. Versek. 1921–1939; vál., bev., jegyz. Juhász Géza; Forum–Magvető, Novi Sad–Bp., 1966
- A szentendrei rebellis. Jakov Ignjatović életrajza (1969)
- Ellentmondás a halálnak (versek, 1971)
- "Mert vén Szabadka, áldalak...". Emlékezés életem két korszakára; Munkásegyetem, Szabadka, 1971 (Életjel miniatűrök)
- Csillagpor. Jugoszláv lírai antológia (műfordítások, 1971)
- Poezia (válogatott versek, 1975)
- Az idő mérlegén (versek, 1977)
- Bizonyságul (versek, 1983)
- Egy égbolt alatt; szerk. Harmat Béla, Páll Sándor; Csuka Zoltán Városi Könyvtár, Érd, 2001 (Érdi újság könyvek)

## Műfordításai
- Ivo Andrić: Híd a Drinán
- Miroslav Krleža: Zászlók; Éjtszakának virrasztója
- Simo Matavulj: Fráter Barnabás

## Díjai
- Jugoszláv PEN Club (1969)
- Nemzetközi műfordítói életműdíj (1977)
- József Attila-díj (1965)